# Língua turca
A língua turca (em turco: Türkçeⓘ) é uma língua falada, como língua materna, por cerca de 70 milhões de pessoas em todo o mundo, principalmente na Turquia, mas também no norte do Chipre, na Bulgária e, em menor número, na Grécia, Arménia, Romênia e Macedônia do Norte. O turco também é falado por milhões de imigrantes na União Europeia e na América.

## Classificação
O turco integra o ramo das línguas turcomanas (ou túrquicas) que faz parte do grupo Oguz, o qual também inclui as línguas azeri e gagauz, da família das línguas altaicas.
As línguas oguzes do sub-grupo sudoeste túrquico são mais de 50 ainda vivas na Europa oriental, Ásia central e Sibéria.
O turco corresponde a cerca de 40% dos falantes do grupo túrquico. Suas características, tais como a harmonia das vogais, a aglutinação, a ausência de gêneros, estão presentes nas famílias túrquica e altaica.

## Distribuição geográfica
O turco é falado na Turquia como língua nativa e por minorias em outros 35 países, em geral aqueles que pertenceram ao Império Otomano, como a Bulgária, a Grécia (na Trácia ocidental), a Romênia, a Macedônia do Norte, Sérvia, e Chipre.
Há mais de dois milhões de turcos na Alemanha, há também significativas comunidades turcas na França, Países Baixos, Áustria, Bélgica, Suíça, Reino unido. Em função da assimilação cultural dessas comunidades aos países onde vivem, nem todos os imigrantes que são turcos étnicos falam o turco com a mesma fluência dos que ficaram na Turquia.
Na Turquia, cerca de 85 milhões de pessoas (92% da população) falam o idioma turco. No mundo, os falantes de turco são da ordem de 76 milhões. Os 4,5 milhões de Curdos, com seu próprio idioma, fazem parte da população da Turquia. Essas e outras minorias linguísticas na Turquia são, em sua maior parte, bilingues.

### Status oficial
O turco, ou osmandi, é a língua oficial da Turquia e o idioma de fato da República Turca de Chipre do Norte. É, ademais, uma das línguas oficiais de Chipre, um dos idiomas oficiais ou nacionais da Bulgária, no distrito de Prizren em Kosovo e em algumas municipalidades na Macedônia do Norte.
O órgão regulatório do idioma turco é o Türk Dil Kurumu ou TDK ("Instituição da Língua Turca") da Turquia, fundado em 1932 por Kemal Atatürk como Türk Dili Tetkik Cemiyeti ("Sociedade para a Pesquisa da Língua Turca"). Essa sociedade foi influenciada pela ideologia do "purismo linguístico" e suas funções primárias foram substituir palavras de origem estrangeira, e construções gramaticais idem, por equivalentes de origem turca. Essas mudanças, junto com a adoção de um novo alfabeto turco, baseado no latino, deu-se em 1928. O TDK se tornou um órgão independente em 1951, devendo ser presidido pelo Ministro da Educação. Voltou a ser um órgão submisso ao governo após a promulgação da nova Constituição de 1982, em função do golpe de estado de 1980.

### Dialetos
O turco de Istambul é a linguagem padrão e oficial da Turquia. Mesmo com o nivelamento dialetal provido pelo "Sistema de Educação Turco" desde 1930 e pelos "Mídia" de massa, persistem variações de dialetos. Estudiosos da Turquia, de forma acadêmica, referem-se aos dialetos turcos como ağız ou şive, gerando ambiguidade em relação ao conceito linguístico de "sotaques", que também são denominados por essas duas palavras. Há projetos de investigação dos dialetos turcos em diversas universidades no país e também estudos na "Associação da Língua Turca". Os trabalhos estão próximos de sua publicação, como um "atlas" de todos os dialetos da língua turca.
São onze os dialetos do turco, além do padrão Istambul:
- Rumeliano é falado pelos imigrantes da Rumélia, inclui os dialetos distritais de Deliorman, Dinler, Adakale, influenciados pela “União Linguística Balcânica”.
- Kıbrıs é o turco cipriota.
- Edirne é o dialeto de Edirne.
- 'Ege é falado nas costas do Mar Egeu e em Antalya.
- As tribos nômades Yörük do Mediterrâneo e dos Bálcãs têm seu próprio dialeto.
- Güneydoğu ou goynuk é falado ao sudoeste, a leste de Mersin.
- Doğu é o dialeto da Anatólia oriental, com um “continuum” com os dialetos Azeri, por exemplo em carapapaque.
- Orta Anadolu na Anatólia Central.
- Karadeniz no leste, ao longo do Mar Negro, inclui o Trabzon influenciado pelo grego em sons e sintaxe.
- Kastamonu  é falado em Kastamonu e arredores.
- Hemşince é falado pelos Hamshenis do oeste, em Rize e sofreu influência da Língua armênia.
- Karamanlıca é o dialeto turco da Grécia, onde é chamado Kαραμανλήδικα (Karamanlidika).

## História
Esse idioma é originário da Ásia Central na área da Mongólia e Sibéria, com os primeiros registros escritos datando de cerca de 800. No ocidente houve a expansão da influência da variante Otomana (que precedeu a atual) da língua turca durante o período de dominação do Império Otomano. Com as reformas de Kemal Atatürk no início da república turca, veio em 1928 a substituição do alfabeto otomano por uma variante fonética do alfabeto latino. Mais recentemente, a recém fundada “Associação da Língua Turca” iniciou outra reforma para eliminar as palavras de origem persa e árabe, substituindo as mesmas por palavras de origem turca.

### Turco antigo
As escritas mais antigas do idioma turco estão na atual Mongólia. São inscrições Bugut no alfabeto sogdiano nos primeiros Goturcos na segunda metade do século VI;
Registros mais recentes são duas monumentais inscrições, mais pedras menores, descobertas em escavações de arqueólogos russos no período de 1889 e 1893 numa extensa área do vale de Orkhon. Essas peças foram erigidas em honra do príncipe Kul Tigin e de seu irmão, o imperador Bilge Khan, por volta de 732 a 735 e continham inscrições “runiformes”, o que se denominou “Runas Túrquicas” ou Alfabeto de Orkhon, por sua similaridade com as runas de línguas germânicas.

### Turco oguz
A língua turca não descende de forma direta do túrquico antigo das inscrições de Orcom. Seria mais exatamente uma língua do ramo oguz. Na expansão turca na primeira metade da Idade Média, entre os séculos VI e XI, a dinastia Seljúcida de turcos oguzes trouxe seu idioma, o túrquico oguz, o ancestral direto da língua turca atual, para a Anatólia (século XI). Nesse século Mamude Alcasgari, linguista do Canato Caracânida, publicou o primeiro dicionário da língua e um mapa da distribuição geográfica dos falantes das línguas túrquicas, o “Compêndio dos Dialetos Túrquicos” (em Otomano Divânü Lügati't-Türk).
| Turco Antigo |
| --- |
| Türk Oğuz beğleri, budun, eşidin; üze Kök Tengri basmasar, asra yir telinmeser, Türk budun, ilinin, törünün kim artatı(r)? |
| Turco Moderno |
| Türk Oğuz beyleri, ulus, işitin; üzeride Gök Tanrı basmasa, altta yer delinmese, Türk ulusu, ülkeni, töreni kim atar?      |

### Turco otomano
Por volta de 950, com a adoção do credo muçulmano pelos Khanatos Kara-Khanid  e pelos Seljúcidas, ambos antecessores culturais do Império otomano, a linguagem administrativa dessas nações adquiriu muitas palavras da língua árabe e da língua persa. A literatura otomana foi também muito influenciada na poesia pela métrica e pela incorporação de mais palavras persas. Assim, a linguagem oficial e a literatura do Império otomano (1299–1922) era uma mistura de turco, persa e árabe, chamada Turco otomano e que diferia muito da linguagem falada pelo povo, no dia-a-dia.

### Reforma – Turco moderno
Com a fundação da República da Turquia e a reforma da escrita, estabeleceu-se em 1932 a TDK – “Associação da língua turca” patrocinada por Mustafa Kemal Atatürk, com missão de conduzir as pesquisas sobre a língua. Também foram substituídas palavras estrangeiras (persas e árabes). Com a exclusão dessas palavras, a Associação eliminou centenas de termos de origem externa, enquanto que as novas palavras que as substituíram derivavam de raízes túrquicas, voltando a existir palavras dos primórdios da cultura turca.
Com essa mudança súbita e forçada na língua, passou a haver grandes divergências entre os vocabulários de jovens e idosos. As gerações anteriores aos anos 40 usavam termos antigos originados do árabe e do persa e os mais jovens preferiam as novas formas de expressão. Ironicamente, o próprio Atatürk, em seu monumental discurso (Nutuk) à Grande Assembleia do Parlamento Nacional da Turquia, em 1927, falou numa linguagem em estilo otomano. Este discurso histórico soava tão estranho a ouvintes de épocas posteriores, que precisou de ser por três vezes "traduzido" para o turco moderno: em 1963, em 1986 e em 1995. Existe um caráter político nos debates sobre a linguagem turca, com grupos conservadores forçando o uso da língua no estilo otomano, arcaico, na imprensa e no dia-a-dia.
A TDK continuou nas últimas décadas a criar novas palavras turcas para expressar novos conceitos e tecnologias à medida que tais termos, vindos em especial da língua inglesa, precisam entrar no vocabulário. Algumas dessas palavras, em especial no que se refere à informática, logo tiveram boa aceitação por todos. Porém, a TDK por vezes foi criticada por seus termos criados serem controversos e artificiais. Nas primeiras tentativas houve casos como 'bölem (partido político), que substituiu o antigo 'fırka e que falhou na aceitação popular, sendo substituído pela palavra parti). Algumas palavras vindas do turco antigo adquiriram novo significado: betik (antigamente “livro”) é usada hoje como “linguagem de computador”.
Muitos das novas palavras derivadas do turco antigo que foram incorporadas à língua pelo TDK coexistem com as otomanas correspondentes. Isso ocorre quando um termo anterior sofre mudança em seu significado. Exemplo:dert, que veio do persa dard (درد "dor"), passou a ser usado como "problema" ou "perturbação”em turco moderno e, para dor, veio o termo antigo recuperado ağrı (dor física). Em outros casos, como acontece na língua inglesa onde coexistem palavras originadas das línguas latinas e das línguas germânicas com o mesmo significado, há palavras antigas e novas da língua turca que coexistem. Dentre as palavras substituídas estão muitos termos de geometria, pontos cardeais, nomes dos meses e outros. Ver a seguir alguns exemplos:
| Turco otomano | Turco moderno | Em Português     | Comentários                                                                                                 |
| ------------- | ------------- | ---------------- | --- |
| müselles      | üçgen         | triângulo        | Composto por üç ("três") e da palavra muito antiga gen ("tensão", "lado")                                   |
| tayyare       | uçak          | avião            | do verbo uçmak ("voar"). Foi proposto inicialmente para "aeroporto".                                        |
| nispet        | oran          | relação (fração) | a palavra antiga, nesse caso, convive com a nova. A palavra nova (do turco bem antigo) vem de or- (cortar). |
| şimal         | kuzey         | norte            | do turco antigo kuz ("lugar frio e escuro", "sombras").                                                     |
| Teşrini-evvel | Ekim          | outubro          | ekim significava "o ato de plantar", refere-se à plantação de cereais no outono.                            |

## Gramática
Tal como o finlandês e o húngaro, o turco possui harmonia vocálica, é uma língua aglutinativa e não apresenta gênero gramátical. A sintaxe é, em geral, Sujeito Objeto Verbo (SOV), como em japonês e em latim, diferentemente do português. O turco também usa a distinção T-V: formas plurais na segunda pessoa podem ser usadas para indivíduos como um sinal de respeito.
A língua turca é aglutinativa e usa muitos afixos, em especial sufixos. Uma palavra pode ter muitos afixos, podendo assim criar outra palavra; verbos podem ser gerados a partir de substantivos e substantivos a partir de raízes verbais. Os prefixos que vieram das raízes nativas sílabas aliterativas são usados como adjetivos ou advérbios. Exemplos: sımsıcak ("fervendo quente" < sıcak) ou masmavi ("azul brilhante" < mavi), onde o prefixo evidenciado é modelado sobre a primeira sílaba do adjetivo ou advérbio simples, substituindo de m, p, r, s pela última consoante da sílaba. O prefixo retém a primeira vogal da forma-base e faz uma forma reversa de harmonia de vogais.
Com a utilização de muitos afixos simultâneos surgem grandes palavras. Há até brincadeiras, como citar a “mais longa palavra turca” - Çekoslovakyalılaştıramadıklarımızdanmışsınız, cujo significado seria "Diz-se que você é um daqueles que não poderia converter um Tcheco-eslovaco”. Esse não é um exemplo sério, mas há palavras bem longas em turco do dia-a-dia como, por exemplo, no título do obituário de um jornal: Bayramlaşamadıklarımız (Bayram [festival] + reciprocidade + não poder + particípio +  plural + possessivo); "Aqueles dentre nós com os quais não poderemos trocar votos de bom ano novo) – isso apareceu no Bayram, festival do fim do Ramadan fasting, conf. Lewis (2001): 287.

### Substantivos
Os substantivos em turco podem receber um sufixo para indicar o possessivo. Eles também podem ser declinados (casos com terminações diferentes) e podem receber sufixos que indicam a pessoa e os transformam em uma frase completa:
```
ev
                                    "casa"

eviniz
                            "a vossa/sua casa"

evinizde
                       "na vossa/sua casa"

Evinizdeyiz.
        "Nós estamos na vossa/sua casa."
```

Não existe o artigo definido em turco, sendo o aspecto definido marcado pelo uso do final acusativo. As declinações dos substantivos com sufixos são como em Latim, havendo seis casos com sufixos seguindo uma harmonia de vogais. O plural é marcado pelo sufixo -ler² que fica logo depois do substantivo, mas antes dos marcadores de casos e de outros sufixos. Exemplo: köylerin "das vilas"). Ver tabela:
| Caso       | Sufixo  | Exemplo    | Exemplo       | Significado              |
| Caso       | Sufixo  | köy "vila" | ağaç "árvore" | Significado              |
| ---------- | ------- | ---------- | ------------- | ------------------------ |
| Nominativo | Ø (sem) | köy        | ağaç          | vila / árvore            |
| Genitivo   | -in4    | köyün      | ağacın        | da vila / da árvore      |
| Dativo     | -e²     | köye       | ağaca         | para a vila / árvore     |
| Acusativo  | -i4     | köyü       | ağacı         | (defin.) vila/ árvore    |
| Ablativo   | -den²   | köyden     | ağaçtan       | (vindo) da vila / árvore |
| Locativo   | -de²    | köyde      | ağaçta        | na vila / árvore         |

O caso acusativo se refere somente para objetos definidos. Compare-se ağaç gördük "nós vimos UMA árvore” com ağacı gördük "nós vimos A árvore. Pode ser usado também como acusativo indefinido, conf. Lewis, sendo uma “caso absoluto” em lugar de “nominativo”. O marcador de plural  -ler² não é usado para significar classe ou categoria. Assim, 'ağaç gördük pode ser tanto “nós vimos uma árvore” ou “nós vimos árvores”, diferentemente de ağaçları gördük "nós vimos (as tais) árvores”.
As declinações de ağaç evidenciam duas características da língua turca: assimilação de consoante nos sufixos (ağaçtan, ağaçta) e sonorização da consoante final antes de vogais (ağacem, ağaca, ağacı).
Substantivos também podem adicionar sufixos para marcar a pessoa. Exemplo: imiz4 "nosso". Assim, Incluindo o verbo “ser” -im4, "eu sou"), frases podem ser formadas. A partícula interrogativa mi4 vai logo após a palavra questionada: köye mi? " (indo) para a vila?, ağaç mı? "[é uma] árvore?"
Os pronomes pessoais (nominativos) são casos como ben (1s), sen (2s), o (3s), biz (1pl), siz (2pl, or 2s polida), e onlar (3pl). Apresentam declinações regulares, exceto algumas exceções: benim (1s gen.); bizim (1pl gen.); bana (1s dat.); sana (2s dat.); e a forma obliqua de o usada na raiz.on. Outros pronomes, tais como os reflexivos, são também regulares.
| Turco           | Português               |
| --------------- | ----------------------- |
| ev              | (a) casa                |
| evler           | (as) casas              |
| evin            | tua casa                |
| eviniz          | vossa casa              |
| evim            | minha casa              |
| evimde          | na minha casa           |
| evlerinizin     | das (gen) vossas casas  |
| Evinizdeyim.    | Eu estou na vossa casa  |
| Evinizde miyim? | Eu estou na vossa casa? |

### Adjetivos
Os adjetivos não declinam, exceto, é claro, quando usados como substantivos, como no caso de  güzel ("belo") → güzeller ("(as pessoas) belas"). Os adjetivos vêm antes do substantivo qualificado. Adjetivos como var ("existente") e yok ("não existente") são muitas vezes usados como “há” e “não há”. Exemplos: süt yok (não há leite "suk”). A construção pode ser: substantivo 1 no GEN. Substantivo 2 c/ possessivo significando – o substantivo 1 não tem o substantivo 2: “imparatorun elbisesi yok "o imperador não tem calças” oukedimin ayakkabıları yoktu ("meu gato não tem sapatos”).

### Verbos
Os verbos são todos conjugados da mesma forma, não há verbos irregulares, exceto o verbo “ser”, i- que pode ser usado em formas compostas, encurtadas Gelememişti = Gelememiş idi = Gelememiş + i- + -di.
Os verbos turcos indicam pessoa gramatical, podem indicar negativo, potencial (pode) ou não potencial. Variam também com os tempos (presente, passado, futuro), com os modos inferente, progressivo, aorista, condicional, imperativo, necessitativo, optativo e também no aspecto. A negação é com o “infixo” logo depois da raiz do verbo.
| Turco        | Português              |
| ------------ | ---------------------- |
| gel-         | vir                    |
| gelebil-     | ser capaz de vir       |
| gelme-       | não vir                |
| geleme-      | não ser capaz de vir   |
| gelememiş    | supor que ele pode vir |
| gelebilecek  | ele será capaz de vir  |
| gelebilirsen | se você puder vir      |
| gelinir      | (passiva) alguém vem   |

### Particípios
O turco apresenta diversos particípios, como o presente (final -en²), o futuro (final -ecek²), passado (final -miş4), aorista (final -er² or -ir4), que podem ser adjetivos ou substantivos: oynamayan çocuklar "crianças que não brincam”, oynamayanlar "aqueles que não brincam”; okur yazar "leitor-escritor = letrado", okur yazarlar "letrados".
A função mais importante dos particípios é formar frases que modificam, que equivalem às sentenças relativas das línguas europeias. São no caso, conforme Lewis, o particípio futuro (-ecek²) e sua forma antiga (-dik4), usados tanto no presente como no passado. Ver na tabela a seguir o uso desses particípios “relativos” e “pessoais”, conforme os casos gramaticais.
| Equivalente em português          | Equivalente em português  | Exemplo                                | Tradução                                                 | Tradução                                             |
| Caso do pronome relativo          | Pronome                   | Exemplo                                | Literal                                                  | Idiomático                                           |
| --------------------------------- | ------------------------- | -------------------------------------- | -------------------------------------------------------- | ---------------------------------------------------- |
| Nominativo                        | quem, o qual/ que         | şimdi konuşan adam                     | "agora falando homem"                                    | o homem (que está) falando agora                     |
| Genitivo                          | de quem (nom.)            | babası şimdi konuşan adam              | "pai dele está agora falando homem"                      | o homem cujo pai está falando agora                  |
|                                   | de quem (acus.)           | babasını dün gördüğüm adam             | "pai dele Acus. Ontem viu meu homem"                     | o homem cujo pai eu vi ontem                         |
|                                   | para – de quem            | resimlerine baktığımız ressam          | "pinturas dele para olhar nosso artista"                 | o artista cujas pinturas nós olhamos (para)          |
|                                   | de qual                   | muhtarı seçildiği köy                  | "prefeito dele foi escolhido sua vila"                   | a vila da qual ele foi eleito prefeito               |
|                                   | de qual                   | muhtarı seçilmek istediği köy          | "prefeito dele ser escolhido querendo sua vila"          | a vila da qual ele quer ser eleito prefeito          |
| outros casos (inclui preposições) | quem, qual                | yazdığım mektup                        | "escrita minha carta"                                    | a carta (que) eu escrevi                             |
|                                   | de (vindo) qual           | çıktığımız kapı                        | "surgir-nossa porta"                                     | a porta da qual nós saímos                           |
|                                   | em cima qual              | geldikleri vapur                       | "vir deles navio"                                        | o navio eles vieram em cima                          |
|                                   | qual + oração subordinada | yaklaştığını anladığı hapisane günleri | "aproximar-deles-Acus. compreender sua prisão dias dele" | os dias de prisão (que) ele compreendeu que chegavam |

### Ordem das palavras
Nas frases simples da língua turca a ordem é sempre SOV – Sujeito-Objeto-Verbo como, por exemplo, em coreano ou latim. Nas frases mais complexas a regra básica é “o qualificador precede o qualificado”. Um caso importante disso é o dos particípios modificadores comentados acima. O definido precede o indefinido: çocuğa hikâyeyi anlattı "ela contou a história à criança, porém hikâyeyi bir çocuğa anlattı "ela contou a história a uma criança”.
Também pode a ordem SOV ser alterada para enfatizar a importância de uma palavra na frase. A regra básica é “a palavra logo antes do verbo é sempre a enfatizada”, assim, para dizer "Hakan foi à escola” com ênfase para “escola” (okul, objeto indireto) a frase seria "Hakan okula gitti". Se queremos ênfase em "Hakan" (sujeito), teremos "Okula Hakan gitti", ou seja: “esse é o Hakan que foi à escola”.

## Escrita
A língua turca é escrita com o alfabeto latino modificado por gestão de Mustafa Atatürk em 1928, o qual substituiu o alfabeto árabe que fora adaptado pelos otomanos. Esse alfabeto otomano tinha apenas três vogais, ā, ū, ī longos e muitas consoantes redundantes, como vários tipos de z (que eram diferentes em árabe, mas não em turco). A ausência de vogais curtas no alfabeto árabe era particularmente inaceitável para o turco que chega a apresentar oito sons vocálicos.
A mudança da escrita foi um dos passos importantes nas reformas culturais de Atatürk. A árdua tarefa de preparar o novo alfabeto e selecionar os sons foi passada para a “Comissão da Moderna Linguagem e Alfabeto Turcos”, composta de competentes linguistas, acadêmicos e escritores. A implementação do novo alfabeto foi feita por centros de educação que foram abertos por todo o país, apoiados por empresas editoras, com o encorajamento pessoal por parte do próprio Atatürk, que viajou por todo o país participando do ensino do novo alfabeto. Com isso, o índice de alfabetização cresceu muito nesse período, saindo dos níveis de terceiro mundo de até então.
Com objetivos educacionais, o latim já havia sido inserido na linguagem turca desde antes da reforma em questão. Desde 1635 com o dicionário latim-albanês de Frang Bardhi, a língua turca já vinha incorporando termos derivados do latim (‘Alma agatsdan irak duschamas’ – uma maçã não cai longe de sua árvore).
O turco tem agora um alfabeto latino de acordo como os sons próprios do idioma e com letras bastante fonéticas (cada letra equivale a um fonema e vice-versa). A maior parte das letras são pronunciadas quase como em português, com algumas exceções que bem diferem do português como: o “c”, o “I”, o “<ğ>”; ainda as letras <ş> e <ç>, um circunflexo sobre as vogais posteriores depois das consoantes <k>, <g>, <l>, modificando as mesmas. Essas últimas somente em palavras que ainda existem e que vieram do árabe ou do persa (ver tabela a seguir):
| Letras turcas | Pronúncia   | Significado                         |
| ------------- | ----------- | ----------------------------------- |
| Cağaloğlu     | ˈdʒaːɫoːɫu  | [distrito de Istambul]              |
| çalıştığı     | tʃaɫɯʃtɯˈɣɯ | onde/que ele/ela trabalha/trabalhou |
| müjde         | myʒˈde      | boas notícias                       |
| lâzım         | laˈzɯm      | necessário                          |
| mahkûm        | mahˈcum     | condenou                            |

## Amostras de texto
Dostlar Beni Hatırlasın de Aşık Veysel Şatıroğlu (1894–1973), menestrel e poeta muito considerado na tradição folclórica da Turquia.
| Ortografia                | IPA                        | Tradução                                                 |
| ------------------------- | -------------------------- | -------------------------------------------------------- |
| Ben giderim adım kalır    | ben ɟid̪eɾim ad̪ɯm kaɫɯɾ     | Eu me vou, meu nome fica                                 |
| Dostlar beni hatırlasın   | d̪ost̪ɫaɾ beni hatɯɾɫasɯn    | Que meus amigos se lembrem de mim                        |
| Düğün olur bayram gelir   | d̪yjyn oɫuɾ bajɾam ɟeliɾ    | Casamento ocorre, dia de festa chega                     |
|                           |                            |                                                          |
| Can kafeste durmaz uçar   | dʒan kafest̪e d̪uɾmaz utʃaɾ  | A alma não para na gaiola,voa                            |
| Dünya bir han konan göçer | d̪yjja biɾ han konan ɟœtʃeɾ | O mundo é um hotel, hóspedes se vão                      |
| Ay dolanır yıllar geçer   | aj d̪oɫanɯɾ jɯɫːaɾ ɟetʃeɾ   | A lua passeia, os anos passam                            |
|                           |                            |                                                          |
| Can bedenden ayrılacak    | dʒan bed̪end̪en ajɾɯɫadʒask  | A vida vai se separar da matéria                         |
| Tütmez baca yanmaz ocak   | t̪yt̪mez badʒa janmaz odʒak  | O coração não mais se queimará, a fumaça não mais subirá |
| Selam olsun kucak kucak   | selaːm oɫsun kudʒak kudʒak | Que exista cumprimento, abraços e abraços                |
|                           |                            |                                                          |
| Açar solar türlü çiçek    | atʃaɾ solaɾ t̪yɾly tʃitʃec  | As flores desabrocham e murcham                          |
| Kimler gülmüş kim gülecek | cimleɾ ɟylmyʃ cim ɟyledʒec | Quem riu, quem vai rir                                   |
| Murat yalan ölüm gerçek   | muɾat jaɫan œlym ɟeɾtʃec   | Desejo é mentira, real é a morte                         |
|                           |                            |                                                          |
| Gün ikindi akşam olur     | ɟyn icindi akʃam oɫuɾ      | À noite rolam os dias                                    |
| Gör ki başa neler gelir   | ɟœɾ ci baʃa neleɾ ɟeliɾ    | Prepare-se para o que logo vai ocorrer                   |
| Veysel gider adı kalır    | βejsel ɟideɾ ad̪ɯ kaɫɯɾ     | Veysel vai, seu nome fica                                |

- Declaração Universal dos Direitos Humanos:
- em turco: Bütün insanlar hür, haysiyet ve haklar bakımından eşit doğarlar. Akıl ve vicdana sahiptirler ve birbirlerine karşı kardeşlik zihniyeti ile hareket etmelidirler.
- em português: Todos os seres humanos nascem livres e iguais em dignidade e direitos. São dotados de razão e consciência e devem agir em relação uns aos outros com espírito de fraternidade.

## Sons
Guia de pronúncia – alfabeto turco

### Consoantes
|             | Bilabial | Bilabial | Labiodental | Labiodental | Dental | Dental | Alveolar | Alveolar | Post-alveolar | Post-alveolar | Palatal | Palatal | Velar | Velar | Glotal | Glotal |
| ----------- | -------- | -------- | ----------- | ----------- | ------ | ------ | -------- | -------- | ------------- | ------------- | ------- | ------- | ----- | ----- | ------ | ------ |
| Plosivas    | p        | b        |             |             | t̪      | d̪      |          |          |               |               | c       | ɟ       | k     | ɡ     |        |        |
| Nasais      | m        | m        |             |             | n      | n      |          |          |               |               |         |         |       |       |        |        |
| Fricativas  |          |          | f           | v           | s      | z      |          |          | ʃ             | ʒ             |         |         |       | ɣ     | h      |        |
| Africativa  |          |          |             |             |        |        | tʃ       | dʒ       |               |               |         |         |       |       |        |        |
| Flap        |          |          |             |             |        |        | ɾ        | ɾ        |               |               |         |         |       |       |        |        |
| Aproximante |          |          |             |             |        |        |          |          |               |               | j       | j       |       |       |        |        |
| Lateral     |          |          |             |             | ɫ      | ɫ      |          |          | l             | l             |         |         |       |       |        |        |

Quando uma vogal é adicionada como sufixo de um substantivo que termina em "k", esse "k" é se torna um "ğ". Vale o mesmo para certas palavras de origem estrangeira que terminam em "p" ou "t" que se tornam respectivamente "b" e "d" sendo acrescida uma vogal. Isso quase não ocorre em monossílabos (Conf. Lewis 2001).
O fonema que é chamado de yumuşak g ("g suave"), ğ na ortografia turca, é mais uma aproximante velar frontal ou palatal, que fica entre vogais frontais. Nunca está no início de uma palavra, sempre segue uma vogal. Se estiver no fim de uma palavra ou se preceder uma consoante, torna mais longa a vogal que a antecede.
Os sons /c/, /ɟ/, /l/ do turco antigo apresentam distribuição complementar com /k/, /g/, /ɫ/; Os primeiros ficam junto a vogais frontais e os últimos junto a vogais posteriores. Isso não funciona bem assim em palavras e nomes próprios estrangeiros. (Conf. Lewis 2001).

### Vogais
As vogais turcas são a, e, ı, |i, o, ö, u, ü.  O <ı> sem ponto é uma vogal arredondada posterior fechada, conf. Lewis. Não há ditongos em turco, apenas em palavras estrangeiras, quando cada vogal mantém seu som. Som ligeiramente ditongo ocorre quando há duas vogais “cercando” o yumuşak g, como em soğuk ("frio") que para muitos tem esse “g” como mudo.

### Harmonização Vocálica
O sistema das vogais turcas pode ser considerado como apresentando grupos de vogais frontais, posteriores, “arredondadas” e vogais não “arredondadas”. A harmonização vocálica na língua turca caracteriza-se pelo fato de as palavras puramente turcas apresentarem  – alternativamente – ou só vogais posteriores (a, ı, o, u) ou só vogais frontais (e, i, ö, ü). Ver o padrão de vogais na tabela que se segue.
|       | Frontais        | Frontais    | Posteriores     | Posteriores |
|       | Não arredondada | Arredondada | Não arredondada | Arredondada |
| ----- | --------------- | ----------- | --------------- | ----------- |
| Alta  | i               | ü           | ı               | u           |
| Baixa | e               | ö           | a               | o           |

Os afixos gramaticais têm vogais de forma variante (Lewis 1953) e seguem uma harmonização vocálica.
O verbo de ligação equivalente ao português “ser” ilustra bem a harmonização vocálica prática nos exemplos a seguir: Türkiye'dir ("isso é a Turquia"), kapıdır ("isso é a porta"), porém, gündür ("isso é o dia"), paltodur ("isso é o casaco").
Para compreensão dos termos twofold ("duplo") e fourfold ("quádruplo") e para as notações sobrepostas, ver Lewis (1953):21–22.  Em trabalhos mais recentes de Lewis (2001-18) as anotações sobrescritas foram eliminadas onde não obrigatoriamente necessárias. O sufixo locativo, por exemplo, é -de após vogal frontal e -da após vogais posteriores. A notação -de² é uma orientação para esse padrão.
- fourfold (-i/-ı/-ü/-u): o sufixo genitivo é -in ou -ın depois de vogais não “arredondadas” (respectivamente frontais e posteriores), assim como para vogais “arredondadas” o sufixo genitivo é -ün ou -un..

Como sempre, há exceções nas regras de harmonização vocálica. Nos verbos compostos as vogais não precisam se harmonizar na transição das palavras da forma composta. São aceitas também formas como bu+gün ("hoje") ou baş+kent ("capital"). A harmonização vocálica não é aplicável às palavras de origem estrangeira ou para afixos que são inerentemente invariáveis, como -yor ( tempo presente) e -bil- (modo potencial). Para as palavras de origem externa há ainda “exceções das exceções”, com alguma harmonização vocálica em palavras isoladas (Exs.: mümkün "possível" - árabe mumkin; ou dürbün "binóculo" < Persa dūrbīn). Conforme bem definiu Lewis: “o efeito da harmonização vocálica estende-se também a palavras não turcas, buscando tantas vogais de uma classe quanto possível da palavra estrangeira, ou ainda pressionando uma palavra externa para que todas as vogais sejam de uma mesma classe, trazendo isso para a forma turca (Lewis 2001 – 17). Outras exceções ainda existem como anne ("mãe"), onde o sufixo se harmoniza com a vogal final: annedir ("ela é uma mãe”), ou palavras que vem do francês ou do árabe que adicionam sufixos com vogal frontal, incorporando às vogais finais posteriores das raízes.

### Sílaba tônica
A sílaba tônica é geralmente na última sílaba, havendo poucas exceções que incluem palavras com sufixos e palavras externas, em especial dentre as últimas palavras que vêm do italiano e do grego moderno, e também nomes próprios. Essas palavras são geralmente acentuadas na penúltima sílaba. Exemplos: “lokanta“ "restaurante" ou “iskele“  "cais”, ainda “Istanbul”.

## Vocabulário
Cerca de 14% das palavras da língua turca ainda existem sendo de origem estrangeira num total de cerca de 105,5 mil palavras (“Güncel Türkçe Sözlük”, dicionário oficial da língua turca). As maiores contribuições externas são em ordem decrescente: árabe, francês, persa, italiano, inglês, grego.

### Formação das palavras
A aglutinação é muito utilizada para a formação de novas palavras a partir de raízes de verbos e de substantivos. A maior parte das palavras do idioma turco deriva de uma relativamente pequena quantidade de palavras base, de raiz.
Exemplos de palavras derivadas de substantivos:
| Turco       | Componentes             | Português           | Classe da palavra  |
| ----------- | ----------------------- | ------------------- | ------------------ |
| göz         | göz                     | olho                | substantivo        |
| gözlük      | göz + -lük              | óculos              | substantivo        |
| gözlükçü    | göz + -lük + -çü        | oculista (de ótica) | substantivo        |
| gözlükçülük | göz + -lük + -çü + -lük | ótica               | substantivo        |
| gözlem      | göz + -lem              | observação          | substantivo        |
| gözlemci    | göz + -lem + -ci        | observador          | substantivo        |
| gözle       | göz + -le               | observar            | Verbo (ordem)      |
| gözlemek    | göz + -le + -mek        | observar            | Verbo (infinitivo) |

Outro exemplo, porém com verbo como raiz:
| Turco     | Componentes                 | Português              | Classe da palavra  |
| --------- | --------------------------- | ---------------------- | ------------------ |
| yat-      | yat-                        | deitar                 | Verbo (ordem)      |
| yatmak    | yat-mak                     | deitar                 | Verbo (infinitivo) |
| yatık     | yat- + -(ı)k                | deitado                | Adjetivo           |
| yatak     | yat- + -ak                  | cama, lugar de deitar  | substantivo        |
| yatay     | yat- + -ay                  | horizontal             | Adjetivo           |
| yatkın    | yat- + -gın                 | inclinado para…        | Adjetivo           |
| yatır-    | yat- + -(ı)r-               | deitar (depositar)     | Verbo (ordem)      |
| yatırmak  | yat- + -(ı)r-mak            | deitar (depositar)     | Verbo (infinitivo) |
| yatırım   | yat- + -(ı)r- + -(ı)m       | depósito, investimento | substantivo        |
| yatırımcı | yat- + -(ı)r- + -(ı)m + -cı | investidor             | substantivo        |

Algumas palavras novas são compostas de duas palavras existentes formando uma terceira, como é comum na língua alemã. Veja a seguir alguns exemplos:
| Turco      | Português     | partes formadoras                      | significado literal    |
| ---------- | ------------- | -------------------------------------- | ---------------------- |
| Pazartesi  | segunda feira | Pazar ("domingo") + ertesi ("depois")  | depois de domingo      |
| bilgisayar | computador    | bilgi ("informação") + say- ("contar") | contador de informação |
| gökdelen   | arranha-céu   | gök ("céu") + del- ("furar")           | furador do céu         |
| başparmak  | polegar       | baş ("primeiro") + parmak ("dedo")     | primeiro dedo          |
| önyargı    | preconceito   | ön ("antes") +yargı ("julgamento")     | ante-julgamento        |